# Tania Popa
Tania Popa (Tatiana Popa) (n. 19 ianuarie 1973, Căușeni, RSS Moldovenească) este o actriță română de teatru, film, televiziune, radio, și voce. În anul 2004 a primit Ordinul Meritul Cultural Categoria D Arta Spectacolului — Clasa I.

## Biografie
Educație

 Urmează studiile preuniversitare în localitatea natală.

 Obține locul 2 la faza națională a olimpiadei de limba rusă.

 Absolvă cu notă maximă.

 La recomandarea lui Florin Zamfirescu, obține o bursă pentru frecventarea cursurilor UNATC, 1990—1994, clasa prof. Grigore Gonța.

 Parcurs profesional

 Este cea mai tânără actriță angajată la TNB, în 1994.

 La Bienala UCIN pentru anii 1996/97 primește Premiul pentru interpretare feminină în Aici nu mai locuiește nimeni.

 Este nominalizată la premiile Gopo 2010, la categoria Cea mai bună actriță în rol secundar în Amintiri din Epoca de Aur.

 Este nominalizată la premiile UNITER 1992-1993, la categoria Debut pentru rolul Ismene din Antigona.

 Este nominalizată la premiile UNITER 2013, la categoria Cea mai bună actriță în rol principal în Fata din Curcubeu.

 Se numără printre actorii implicați în campania UNITER Artiștii pentru Artiști.

 Realizează costume de scenă din 2016.

 Este invitată în emisiuni TV.

 Viață personală

 Al treilea mariaj este oficializat în 18 mai 2008.

 Trivia

 Deține un atelier de creație vestimentară.

 În 2016 proiectează costume pentru echipajul feminin FlyOne. 

 Participă la evenimente și acțiuni.
„Am apucat să joc cu toți. Acesta e bagajul meu. Acum pot pleca.”—Tania Popa

## Filmografie

### Filme de cinema
| An   | Titlu                                                 | Rol                                    | Note                                                          |
| 1992 | Balanța                                               |                                        | (Tatiana Popa)                                                |
| 1995 | Paradisul în direct                                   | Maricica                               |                                                               |
| 1995 | Terente, regele bălților                              | O prostituată                          |                                                               |
| 1995 | Aici nu mai locuiește nimeni                          | Rita                                   | UCIN — Premiul bienal pentru interpretare feminină            |
| 1996 | Prea târziu                                           |                                        |                                                               |
| 1999 | Față în față                                          | Studenta                               |                                                               |
| 2001 | În fiecare zi Dumnezeu ne sărută pe gură              |                                        |                                                               |
| 2001 | Patul lui Procust                                     | Emilia                                 |                                                               |
| 2002 | Occident                                              | Mihaela                                |                                                               |
| 2002 | Ce lume veselă!                                       | Bi Gi                                  |                                                               |
| 2005 | The Marksman                                          | Valentina Benkova                      |                                                               |
| 2006 | The Detonator                                         | Ana                                    |                                                               |
| 2006 | Offset                                                | Doamna Iorga                           |                                                               |
| 2007 | 4 luni, 3 săptămâni și 2 zile                         | Recepționera de noapte                 |                                                               |
| 2008 | My Mother, My Bride and I                             | Tania (pretendentă)                    |                                                               |
| 2008 | Lungul drum spre casă                                 | Mariana                                | scurtmetraj                                                   |
| 2009 | Amintiri din Epoca de Aur 2: Dragoste în timpul liber | Camelia                                | Gopo 2010 — nominalizare Cea mai bună actriță în rol secundar |
| 2009 | O secundă de viață                                    | O prostituată                          |                                                               |
| 2009 | Medalia de onoare                                     | Vânzătoarea de la magazinul de jucării |                                                               |
| 2011 | Visul lui Adalbert                                    | Nina                                   |                                                               |
| 2012 | După dealuri                                          | Enoriașa                               |                                                               |
| 2012 | Pastila fericirii                                     |                                        | scurtmetraj                                                   |
| 2013 | Matei, copil miner                                    | Nela                                   |                                                               |
| 2013 | Poziția copilului                                     | Luminița Angheliu                      |                                                               |
| 2013 | Sunt o babă comunistă                                 | Aurelia                                |                                                               |
| 2014 | America, venim!                                       | Doina                                  |                                                               |
| 2014 | Love Bus: cinci povești de dragoste din București     | Doina                                  | film omnibus, episodul 1/5 — Iancului                         |
| 2011 | Chestnuts&acorns                                      | Profesoara                             | scurtmetraj                                                   |
| 2017 | Ana, mon amour                                        | Mama Anei                              |                                                               |
| 2024 | Buzz House: The Movie                                 |                                        |                                                               |

### Film TV
| An   | Titlu                       | Regizor             | Rol                     | Note        |
| 1997 | Lunga călătorie cu trenul   | Sinișa Dragin       | Necunoscuta (Casierița) | [ 29 ]      |
| 2003 | Conul de brad               |                     |                         | scurtmetraj |
| 2004 | Bani de dus, bani de întors | Alexandru Tocilescu | Prostituata Ludmila     |             |
| 2006 | Niciodată nu e prea târziu  |                     |                         | scurtmetraj |

### SerialTV
| An   | Titlu               | Sezon | Episod        | № Ep. | Regizor 1      | Regizor 2       | Rol             | Note   |
| 2003 | Adio, Europa!       |       |               |       | Tudor Mărăscu  |                 |                 |        |
| 2006 | Meseriașii          | 1     | Germania      | 1     | Cătălin Bugean | Radu Grigore    | Ileana          |        |
| 2007 | Meseriașii          | 3     | Reîntoarcerea | 1     | Cătălin Bugean | Claudiu Perusco | Ileana          |        |
| 2007 | Meseriașii          | 3     | Dragobetele   | 3     | Cătălin Bugean | Claudiu Perusco | Ileana          |        |
| 2008 | Cu un pas înainte   | 3     | Împreună      | 10    | Alex Berceanu  | Ana Mărgineanu  | Miruna Casian   |        |
| 2009 | Și milionarii plâng |       |               |       | Răzvan Săvescu |                 |                 |        |
| 2012 | Tanti Florica       |       |               |       |                |                 | Elena Călinescu | sitcom |

Festivaluri — conferințe
| In / Ex | Eveniment                                                   | Locație               | Dată            | Note          |
| Intern  | Festivalul „Serile Filmului Românesc”                       | Iași                  | 8 mai 2015      | [ 30 ]        |
| Intern  | Festivalul „Serile Filmului Românesc”                       | TNB                   | 19 aprilie 2017 | lansare       |
| Extern  | Festivalul de Film Românesc „Trei culori, o singură ființă” | Chișinău              | august 2014     | [ 32 ]        |
| Extern  | Săptămâna Filmului Românesc la Budapesta                    | Cinematograful Uránia | octombrie 2015  | seara de gală |

## Teatru

### Scenă
| Teatru                          | An   | Titlu                            | Autor                                   | Regizor                                    | Rol                            | Note                                                             |
| UNATC                           | 1992 | Farsa Cocoșaților                | Anton Pann                              | Grigore Gonța                              |                                | premiu pentru interpretare feminină (festival)                   |
| TNB                             | 1993 | Paiața sosește la timp           | Fănuș Neagu                             | George Motoi                               |                                | Premiul Silvia Popovici                                          |
| TNB                             | 1993 | București, cuibușor de vijelii   | Felicia Dalu                            | Felicia Dalu                               |                                |                                                                  |
| TNB                             | 1994 | Ondine                           | Jean Giraudoux                          | Horea Popescu                              | Ondine                         | Debut                                                            |
| TNB                             | 1997 | O batistă în Dunăre              | Dumitru Radu Popescu                    | Ion Cojar                                  | Sânziana                       | UNITER 1998 — nominalizare Cel mai bun spectacol                 |
| TNB                             | 1997 | Omul care a văzut moartea        | Victor Eftimiu                          | Mihai Manolescu                            | Alice Filimon                  |                                                                  |
| TNB                             | 1997 | Bacantele                        | Euripide                                | Mihai Măniuțiu                             | Bacantă                        |                                                                  |
| TNB                             | 1998 | Richard al II-lea                | William Shakespeare                     | Mihai Măniuțiu                             |                                | UNITER 1999 — nominalizare Cel mai bun spectacol                 |
| TNB                             | 1998 | Femeile savante                  | J.B.P. Molière                          | Lucian Giurchescu                          | Henriette                      |                                                                  |
| TNB                             | 1998 | Azilul de noapte                 | Maxim Gorki                             | Ion Cojar                                  | Natașa                         |                                                                  |
| TNB                             | 2002 | Amanții însângerați              | Chikamatsu Monzaemon                    | Alexandru Tocilescu                        | Ohatsu                         |                                                                  |
| TNB                             | 2002 | D'ale carnavalului               | I.L. Caragiale                          | Gelu Colceag                               | Didina Mazu                    |                                                                  |
| TNB                             | 2002 | Mofturi la Union                 | I.L. Caragiale                          | Gelu Colceag                               | Dra Lilly                      |                                                                  |
| TNB                             | 2002 | Trei surori                      | A.P. Cehov                              | Yuri Krasovski                             | —                              | Adaptare, asistent regie                                         |
| TNB                             | 2003 | Cinci femei de tranziție         | Rodica Popescu Bitănescu                | Rodica Popescu Bitănescu                   | Tânăra                         |                                                                  |
| TNB                             | 2003 | O scrisoare pierdută             | I.L. Caragiale                          | Grigore Gonța                              | Zoe                            |                                                                  |
| TNB                             | 2004 | Iubire                           | Barta Lajos                             | Grigore Gonța                              | Boske                          |                                                                  |
| TNB                             | 2004 | Povestiri din zona interzisă     | Svetlana Alexievici                     | Tudor Țepeneag                             | Mama îndurerată                |                                                                  |
| TNB                             | 2005 | Inimă de câine                   | după Mihail Bulgakov                    | Yuriy Kordonskiy                           | Zina                           | UNITER 2006 — nominalizare Cel mai bun spectacol                 |
| TNB                             | 2006 | Dansând pentru zeul păgân        | Brian Friel                             | Lynne Parker                               | Rose                           |                                                                  |
| TNB                             | 2006 | A patra soră                     | Janusz Glowacki                         | Alexandru Colpacci                         | Katia                          |                                                                  |
| TNB                             | 2007 | Viața mea sexuală                | Cornel George Popa                      | Sorin Militaru                             | Dorina                         |                                                                  |
| TNB                             | 2009 | Sinucigașul                      | Nikolai Erdman                          | Felix Alexa                                | Margarita Ivanovna Peresvetova |                                                                  |
| TNB                             | 2012 | Fata din Curcubeu                | Lia Bugnar, în colaborare cu Tania Popa | Lia Bugnar, în colaborare cu Ion Caramitru | Fata                           | UNITER 2013 — nominalizare Cea mai bună actriță în rol principal |
| TNB                             | 2012 | Fata din Curcubeu                | Lia Bugnar, în colaborare cu Tania Popa | Lia Bugnar, în colaborare cu Ion Caramitru | Fata                           | premiu pentru interpretare feminină (festival)                   |
| TNB                             | 2012 | Fata din Curcubeu                | Lia Bugnar, în colaborare cu Tania Popa | Lia Bugnar, în colaborare cu Ion Caramitru | Fata                           | inclus în programul Uși deschise pentru toți                     |
| TNB                             | 2012 | Fata din Curcubeu                | Lia Bugnar, în colaborare cu Tania Popa | Lia Bugnar, în colaborare cu Ion Caramitru | Fata                           | monodramă, Marian Hâncu – pian                                   |
| TNB                             | 2012 | Fata din Curcubeu                | Lia Bugnar, în colaborare cu Tania Popa | Lia Bugnar, în colaborare cu Ion Caramitru | Fata                           | [ 14 ] [ 37 ] [ 38 ] [ 39 ] [ 40 ] [ 41 ] [ 42 ] [ 43 ] [ 44 ]   |
| TNB                             | 2015 | Terorism                         | Frații Presniakov                       | Felix Alexa                                | Pasager, Prima femeie          |                                                                  |
| TNB                             | 2015 | Magic Național                   | Ion Caramitru                           | Ion Caramitru                              | Tania Popa                     | spectacol concert                                                |
| TNB                             | 2018 | Orchestra Titanic                | Hristo Boicev                           | Felix Alexa                                | Liubka                         | [ 50 ] [ 51 ]                                                    |
| TNB                             | 2019 | Figuranta                        | Andreas Petrescu                        | Tania Popa                                 | Ania                           | monodramă                                                        |
| TNB                             | 2020 | Matilda și groparii              | Stela Giurgeanu                         | Mircea Rusu                                | Olga                           | coregrafie Lari Giorgescu                                        |
| Teatrul Bulandra                | 1993 | Antigona                         | Sofocle                                 | Alexandru Tocilescu                        | Ismene                         | UNITER 1992-1993 — nominalizare Debut                            |
| Teatrul Bulandra                | 1993 | Antigona                         | Sofocle                                 | Alexandru Tocilescu                        | Ismene                         | UNITER 1992-1993 nominalizare Cel mai bun spectacol              |
| Teatrul Bulandra                | 1993 | Antigona                         | Sofocle                                 | Alexandru Tocilescu                        | Ismene                         | [ 13 ]                                                           |
| Teatrul Ion Creangă             | 1994 | Furtuna                          | William Shakespeare                     | Cornel Todea                               | Miranda                        |                                                                  |
| Teatrul Mic                     | 1994 | Dragostea celor trei portocale   | Carlo Gozzi                             | Nona Ciobanu                               | Clarice, Buba, Un Clown        |                                                                  |
| Teatrul George Ciprian          | 2004 | Stan Pățitul                     | după texte populare                     | Vasile Toma                                | Nevasta                        |                                                                  |
| Teatrul Național Mihai Eminescu | ???? | Tanța și Costel                  | Ion Băieșu                              |                                            | Tanța                          |                                                                  |
| Teatrul Național Mihai Eminescu | 2006 | Athenee Palace Hotel             | Alexander Hausvater                     | Alexander Hausvater                        |                                |                                                                  |
| Teatrul Național Mihai Eminescu | 2011 | The Full Monty                   | Simon Beaufoy                           | Răzvan Mazilu                              |                                | musical                                                          |
| Teatrul Foarte Mic              | 200? | Copiii unui Dumnezeu mai mic     | Mark Medoff                             | Theodor Cristian Popescu                   |                                |                                                                  |
| Teatrul Foarte Mic              | 2008 | Piele și cer                     | Dimitré Dinev                           | Dan Stoica                                 | Ea                             |                                                                  |
| Teatrul Nottara                 | 200? | Piscina de la miezul nopții      | Peter Karvas                            | Grigore Gonța                              |                                | producție a companiei Teatrul Meu                                |
| Teatrul Nottara                 | 2007 | Fii cuminte, Cristofor!          | Aurel Baranga                           | Diana Lupescu                              |                                |                                                                  |
| Teatrul Luni de la Green Hours  | 2009 | Stă să plouă                     | Lia Bugnar                              | Lia Bugnar                                 | Tania                          | [ 59 ]                                                           |
| Teatrul Metropolis              | 2009 | Pijamale                         | Mawby Green, Ed Feilbert                | Emanuel Pârvu                              |                                |                                                                  |
| Teatrul Metropolis              | 2013 | Lecția de violoncel              | Mona Radu                               | Felix Alexa                                | Gabriela Manoliu               |                                                                  |
| Teatrul Țăndărică               | 2010 | Galaxia Shvejk                   | după Jaroslav Hasek                     | Alexander Hausvater                        | Galaxia                        |                                                                  |
| Teatrul de Comedie              | 2010 | Doamne... ce măcel!              | Yasmina Reza                            | Lucian Giurchescu                          | Véronique Houllié              | [ 60 ]                                                           |
| Teatrul Elisabeta               | 2012 | Boeing-Boeing                    | Marc Camoletti                          | Șerban Puiu                                | Stewardesa rusoaică            | comedie bulevardieră                                             |
| Teatrul Elisabeta               | 2016 | Dezbracă-te, vreau să-ți vorbesc | Marc Camoletti                          | Șerban Puiu                                | Suzette                        | costumele Tania Popa.                                            |
| Teatrul Elisabeta               | 2019 | Ghici cine te sună               | Andreas Petrescu                        | Tania Popa                                 | Nadia                          | după Perfetti Sconosciuti                                        |
| Teatrul Elisabeta               | 2019 | Luna de miere cu piper           | după Maurice Hennequin, Pierre Veber    | Șerban Puiu                                | Doamna Dupont                  | după Vous n'avez rien à déclarer?                                |
| Producții independente          | 2012 | Russian Night                    | Tania Popa                              | Tania Popa                                 | Tania Popa                     | spectacol concert                                                |
| Producții independente          | 2014 | Leul deșertului                  | Mona Radu                               | Radu Beligan                               |                                |                                                                  |
| Producții independente          | 2015 | Triunghiul femeilor              | Rodica Popescu Bitănescu                | Rodica Popescu Bitănescu                   |                                | [ 62 ]                                                           |
| Producții independente          | 2016 | Un alt fel de cabaret            |                                         | Manuela Cara                               |                                |                                                                  |
| Producții independente          | 2018 | Te iubesc, dar nu pe tine        | Andreas Petrescu                        | Gerorge Buzoianu                           |                                | [ 63 ]                                                           |
| Producții independente          | 201? | Amanta                           | după A. de Herz                         | Armand Calinovici                          | Didina                         |                                                                  |
| Producții independente          | 201? | Dragostea durează trei ani       | Frédéric Beigbeder                      | Chris Simion                               | Anne                           | [ 64 ]                                                           |
| Producții independente          | 201? | Ce ne spunem când nu ne vorbim   | Chris Simion                            | Chris Simion                               |                                |                                                                  |
| Producții independente          | 2019 | Azi nu, poate mâine              | Andreas Petrescu                        | Vlad Stănescu                              |                                |                                                                  |

### Teatru TV
| Teatru | An   | Titlu                      | Autor                    | Regizor             | Rol     | Note                                                        |
| TVR    | 20?? | Cinci femei de tranziție   | Rodica Popescu-Bitănescu | Andrei Măgălie      |         | [ 65 ]                                                      |
| TVR    | 2005 | Bani de dus, bani de-ntors | Puși Dinulescu           | Alexandru Tocilescu | Ludmila | nominalizare UNITER 2006 Cel mai bun spectacol de teatru TV |
| TVR    | 20?? | Fii cuminte, Cristofor!    | Aurel Baranga            | Diana Lupescu       |         | [ 67 ]                                                      |

### Teatru radofonic
| Teatru                      | An   | Titlu                                | Autor                                                                                         | Adaptare                                              | Regizor                                               | Rol                | Note                                                                         |
| Teatrul Național Radiofonic | 2007 | Modigliani - Un înger cu chipul grav | Sanda și Vasile Socoliuc                                                                      | scenariu radiofonic                                   | Razvan Popa                                           | Anna Ahmatova      | [ 68 ]                                                                       |
| Teatrul Național Radiofonic | 2009 | Deportați în Siberia                 | Lăcrămioara Stoenescu, după Gleb Drăgan: Exerciții de memorie - O paranteză tristă a istoriei | Ion Costin Manoliu                                    | Petru Hadârcă                                         | Valentina          | [ 69 ] [ 70 ]                                                                |
| Teatrul Național Radiofonic | 2009 | De o parte si de alta a Prutului     | Lăcrămioara Stoenescu, după Gleb Drăgan: Exerciții de memorie - O paranteză tristă a istoriei | Magda Duțu                                            | Petru Hadârcă                                         | Valentina          | [ 71 ]                                                                       |
| Teatrul Național Radiofonic | 2012 | Suzana                               | Ilinca Stihi, după Werner Herzog, scenariu radiofonic                                         | Ilinca Stihi, după Werner Herzog, scenariu radiofonic | Ilinca Stihi, după Werner Herzog, scenariu radiofonic | Soția              | nominalizare categoria Radio Fiction, Festivalul „Prix Europa”, Berlin, 2012 |
| Teatrul Național Radiofonic | 2012 | Suzana                               | Ilinca Stihi, după Werner Herzog, scenariu radiofonic                                         | Ilinca Stihi, după Werner Herzog, scenariu radiofonic | Ilinca Stihi, după Werner Herzog, scenariu radiofonic | Soția              | premiul UNITER 2013 pentru Cel mai bun spectacol de teatru radiofonic        |
| Teatrul Național Radiofonic | 2012 | Suzana                               | Ilinca Stihi, după Werner Herzog, scenariu radiofonic                                         | Ilinca Stihi, după Werner Herzog, scenariu radiofonic | Ilinca Stihi, după Werner Herzog, scenariu radiofonic | Soția              | locul 3 la Festivalul Prix Marulić, categoria Radio-Drama, Hvar, 2013        |
| Teatrul Național Radiofonic | 2012 | Suzana                               | Ilinca Stihi, după Werner Herzog, scenariu radiofonic                                         | Ilinca Stihi, după Werner Herzog, scenariu radiofonic | Ilinca Stihi, după Werner Herzog, scenariu radiofonic | Soția              | medalie de bronz la Festivalul Internațional de Radio, New York, 2013        |
| Teatrul Național Radiofonic | 2012 | Suzana                               | Ilinca Stihi, după Werner Herzog, scenariu radiofonic                                         | Ilinca Stihi, după Werner Herzog, scenariu radiofonic | Ilinca Stihi, după Werner Herzog, scenariu radiofonic | Soția              | finalist la premiile Asia Broadcasting Union - ABU, 2013                     |
| Teatrul Național Radiofonic | 2012 | Suzana                               | Ilinca Stihi, după Werner Herzog, scenariu radiofonic                                         | Ilinca Stihi, după Werner Herzog, scenariu radiofonic | Ilinca Stihi, după Werner Herzog, scenariu radiofonic | Soția              | , inclus în campania Artiștii pentru Artiști                                 |
| Teatrul Național Radiofonic | 2015 | Lecția de violoncel                  | Mona Radu                                                                                     | Dan Puican                                            | Felix Alexa                                           | Gabriela Manoliu   | [ 80 ]                                                                       |
| Teatrul Național Radiofonic | 2018 | Lumină pentru Basarabia              | Mariana Onceanu                                                                               | Ion Costin Manoliu                                    | Petru Hadârcă                                         | Antonina Gavriliță | [ 81 ] [ 82 ]                                                                |
| Teatrul Național Radiofonic | 2018 | 27 martie 1918 – Întoarcerea acasă   | Mariana Onceanu                                                                               | Magda Duțu                                            | Petru Hadârcă                                         | Nadejda Grinfeld   | [ 83 ] [ 82 ]                                                                |

### Reprezentații
|                         | Titlu                      | Eveniment                                                           | Locație                           | Dată                 | Note                                                                                |
| T u r n e u e x t e r n | Farsa Cocoșaților          | „Brouhaha” International Street Festival                            | Budapesta                         | 1992                 |                                                                                     |
| T u r n e u e x t e r n | Farsa Cocoșaților          | Festival International de Théâtre Universitaire de Casablanca FITUC | Casablanca                        | 1993                 | [ 84 ]                                                                              |
| T u r n e u e x t e r n | Farsa Cocoșaților          | International Izmir Festival                                        | Izmir                             | 1993                 | [ 85 ]                                                                              |
| T u r n e u e x t e r n | Inimă de câine             |                                                                     | Teatrul József Katona, Budapesta  | noiembrie 2007       | [ 86 ]                                                                              |
| T u r n e u e x t e r n | Fii cuminte, Cristofor!    | Zilele Culturii Române la München                                   | München                           | septembrie 2010      | [ 87 ]                                                                              |
| T u r n e u e x t e r n | Fata din Curcubeu          |                                                                     | Teatrul Miklós Radnóti, Budapesta | 2013                 | [ 88 ]                                                                              |
| T u r n e u e x t e r n | Fata din Curcubeu          | International Theatre Festival „Demoludy”                           | Teatrul Stefan Jaracz, Olsztyn    | 2013                 |                                                                                     |
| T u r n e u e x t e r n | Fata din Curcubeu          | Galele Teatrului Românesc                                           | Bozar, Bruxelles                  | 30 mai 2013          | program European Artist Management                                                  |
| T u r n e u e x t e r n | Fata din Curcubeu          | Ziua Națională a României                                           | Chișinău • Soroca                 | 29/30 noiembrie 2015 | [ 90 ]                                                                              |
| T u r n e u e x t e r n | Magic Național             | Teatru Românesc la București, Iași și Chișinău                      | Iași, Chișinău                    | 2017                 | [ 91 ]                                                                              |
| T u r n e u e x t e r n | Magic Național             | Ohrid Summer Festival                                               | Ohrid                             | 2017                 | [ 92 ] [ 93 ] [ 94 ]                                                                |
| T u r n e u e x t e r n | Magic Național             | The International Nisville Jazz Festival                            | Niš                               | 2018                 | [ 95 ]                                                                              |
| F e s t i v a l         | Stă să plouă               | Festivalul de Teatru Underground „Undercloud”                       | TNB                               | august 200           | [ 96 ]                                                                              |
| F e s t i v a l         | Fata din Curcubeu          | Festivalul de Teatru Scurt de la Oradea                             | Oradea                            | septembrie 2012      | [ 97 ]                                                                              |
| F e s t i v a l         | Fata din Curcubeu          | Festivalul Național de Comedie                                      | Teatrul Fani Tardini, Galați      | 14 octombrie 2012    | [ 98 ]                                                                              |
| F e s t i v a l         | Fata din Curcubeu          | Festivalul Național de Teatru                                       | București                         | 21 octombrie 2012    | [ 99 ]                                                                              |
| F e s t i v a l         | Fata din Curcubeu          | Festivalul Internațional al Teatrului de Studio și de Forme Noi     | Pitești                           | 2012                 | [ 100 ]                                                                             |
| F e s t i v a l         | Fata din Curcubeu          | Festivalul Comediei Românești - festCO                              | București                         | 20 iunie 2013        | [ 101 ]                                                                             |
| F e s t i v a l         | Nostalgicii călători       | Festivalul Național de Teatru                                       | București                         | 1 noiembrie 2013     | spectacol-lectură cu textul piesei premiate la concursul de dramaturgie UNITER 2013 |
| F e s t i v a l         | Seara semnăturilor celebre | Festivalul Național de Teatru                                       | București                         | 23 octombrie 2014    | eveniment monden                                                                    |
| F e s t i v a l         | Lecția de violoncel        | Festivalul Național de Teatru                                       | București                         | 25 octombrie 2014    | [ 103 ]                                                                             |
| F e s t i v a l         | Russian Night              | Festivalul Internațional de Teatru Nou FTN2                         | Arad                              | 18 mai 2014          | [ 104 ]                                                                             |
| F e s t i v a l         | Russian Night              | Festivalul Internațional de Teatru NETA                             | TNB                               | 3 septembrie 2015    | [ 105 ]                                                                             |
| F e s t i v a l         | Russian Night              | Festivalul de Teatru Toma Caragiu                                   | Ploiești                          | 4 noiembrie 2016     | [ 106 ]                                                                             |
| F e s t i v a l         | Terorism                   | Festivalul Național de Teatru                                       | București                         | 31 octombrie 2015    | [ 107 ] [ 22 ]                                                                      |
| F e s t i v a l         | —                          | Festivalul de Teatru al Adolescenților „Victoria Art”               | București                         | 2017—prezent         | jurat                                                                               |
| F e s t i v a l         | Dragostea durează trei ani | Festivalul Internațional de Teatru Turda                            | Turda                             | iulie 2018           | [ 64 ] [ 110 ]                                                                      |
| F e s t i v a l         | Orchestra Titanic          | Festivalul Național de Teatru                                       | București                         | 27/28 octombrie 2018 | [ 111 ]                                                                             |
| F e s t i v a l         | Orchestra Titanic          | Festivalul Internațional al Teatrului de Studio și de Forme Noi     | Pitești                           | 2018                 |                                                                                     |
| F e s t i v a l         | Orchestra Titanic          | Festivalul Internațional de Dramaturgie Contemporană                | Teatrul Sică Alexandrescu, Brașov | noiembrie 2019       | [ 112 ]                                                                             |
| F e s t i v a l         | Fata din Curcubeu          | Festivalul Internațional de Teatru Solo de la Moscova               | Centrul Teatral Na Strastnom      | 8 octombrie 2016     | ro ru                                                                               |
|                         | Clipe de viață             | Artiștii pentru Artiști                                             | TNB                               | 2013                 | [ 115 ] [ 116 ]                                                                     |
| Clipe de viață 2        | 2014                       | Artiștii pentru Artiști                                             | TNB                               | [ 117 ] [ 118 ]      |                                                                                     |

## TV
| Format               | Emisiune                | Sezon | Episod | Canal Tv | Dată                | Note            |
| -------------------- | ----------------------- | ----- | ------ | -------- | ------------------- | --------------- |
| Reality show         | Ferma vedetelor         | III   | 19—32  | Pro TV   | aprilie 2018        | loc 1/16        |
| Talent show          | Te cunosc de undeva!    | VIII  | 1—16   | Antena 1 | septembrie 2015     | loc 3/8         |
| Talent show          | Duelul pianelor         | I     | 2      | TVR 2    | 30 octombrie 2016   | [ 122 ]         |
| Talk show            | Ieri - Azi - Mâine      | I     | 2      | TVR 2    | 14 octombrie 2014   | [ 123 ]         |
| Talk show            | Ieri - Azi - Mâine      | IV    | 32     | TVR 2    | 26 aprilie 2016     | [ 124 ]         |
| Talk show            | Mic dejun cu un campion | VI    | 5      | TVR 2    | 4 noiembrie 2017    | [ 26 ] [ 125 ]  |
| Game show            | FANtastic Show          | I     | 2      | Antena 1 | 9 iulie 2016        | [ 126 ]         |
| Quiz show            | România, jos pălăria!   | I     | 1—?    | Pro TV   | septembrie 2017     | coprezentator   |
| Quiz show            | 2k1                     | I     | I      | Antena 1 | 4 martie 2017       | loc 1           |
| Sports entertainment | Splash! Vedete la apă   | III   | 8 • 11 | Antena 1 | 14 • 28 august 2015 | [ 131 ] [ 132 ] |

## Muzică
Piese
| Piesă           | Pian         | An             | Limbă | Note                                                  |
| Ecaterina       |              | 2007           |       | Duet cu Mihai Mărgineanu, albumul Și îngerii beau vin |
| Nejnosti        | Marian Hâncu | 2013           | ru    | [ 133 ]                                               |
| Verisi ili net  | Marian Hâncu | 2013           | ru    | [ 134 ]                                               |
| Milinkii Ti Moi | Marian Hâncu | 2013           | ru    | [ 135 ]                                               |
| Julia           | Marian Hâncu | 2014           | ru    | single,                                               |
| Cadoul perfect  |              | 2014           |       | videoclip, susținerea vocală Corala Sf. Elena         |
| Love you not    |              | 2015           | en    | Selecția Eurovision Moldova                           |
| Fata tuturor    |              | februarie 2017 |       | Selecția Națională Eurovision 2017                    |

Spectacole
| Spectacol               | Act                     | Pian         | Dată           | Limbă | Note            |
| Russian Night           |                         | Marian Hâncu | 2012 - prezent | ru    | [ 142 ] [ 143 ] |
| Ziua Rusiei             |                         | Marian Hâncu | 2013           | ru    | [ 144 ]         |
| Visul unei seri rusești | Melodii celebre rusești | Marian Hâncu | 2017           | ru    | [ 145 ]         |
| Visul unei seri rusești | Tribut Alla Pugaciova   | Marian Hâncu | 2017           | ru    | [ 146 ]         |

## Voce
|        | Film                | Rol    | An | Note |
| Dublaj | Rango               | Fasola |    |      |
| Dublaj | Regatul de Gheață 2 | Yelana |    |      |

## Premii
| Artă   | An   | Juriu                                                    | Juriu                                                    | Categorie                            | Titlu                        | Rol    | Note            |
| Film   | 1998 | UCIN                                                     | Bienala Premiile UCIN 1996/97                            | Premiul pentru interpretare feminină | Aici nu mai locuiește nimeni | Rita   | [ 11 ]          |
| Teatru | 2012 | Festivalul de Teatru Scurt de la Oradea                  | Festivalul de Teatru Scurt de la Oradea                  | Premiul special al juriului          | Fata din Curcubeu            | Fata   | [ 97 ]          |
| Teatru | 2012 | Festivalul Național de Comedie, Galați                   | Festivalul Național de Comedie, Galați                   | Cea mai bună interpretare feminină   | Fata din Curcubeu            | Fata   | [ 98 ]          |
| Teatru | 2012 | Festivalul Internațional al Teatrului de Studio, Pitești | Festivalul Internațional al Teatrului de Studio, Pitești | Cea mai bună actriță                 | Fata din Curcubeu            | Fata   | [ 100 ]         |
| Teatru | 2013 | Festivalul Comediei Românești - festCO, București        | Festivalul Comediei Românești - festCO, București        | Cea mai bună actriță                 | Fata din Curcubeu            | Fata   | [ 147 ] [ 148 ] |
| Teatru | 1993 | Festivalul Internațional de Teatru de la Sibiu           | Festivalul Internațional de Teatru de la Sibiu           | Cel mai bun rol feminin              | Farsa Cocoșaților            |        | [ 85 ]          |
| Teatru | 1993 | FITUC, Casablanca                                        | FITUC, Casablanca                                        | Premiul pentru interpretare feminină | Farsa Cocoșaților            |        | [ 85 ]          |
| Teatru | 1994 | Festivalul Veseliei, București                           | Festivalul Veseliei, București                           | Cel mai bun rol feminin              | Farsa Cocoșaților            |        | [ 85 ]          |
| Teatru | 1995 |                                                          |                                                          | Premiul Silvia Popovici              | Ondine                       | Ondine | [ 85 ]          |
| Teatru | 1991 | revista Flacăra                                          | revista Flacăra                                          | Tinere speranțe                      |                              |        | [ 149 ]         |

## Nominalizări
| Artă   | An   | Juriu  | Juriu            | Categorie                             | Titlu                     | Rol     | Note         |
| Film   | 2010 | Gopo   | Gopo 2010        | Cea mai bună actriță în rol secundar  | Amintiri din Epoca de Aur | Camelia | [ 12 ]       |
| Teatru | 1994 | UNITER | UNITER 1992-1993 | Debut                                 | Antigona                  | Ismene  | [ 13 ]       |
| Teatru | 2013 | UNITER | UNITER 2013      | Cea mai bună actriță în rol principal | Fata din Curcubeu         | Fata    | [ 6 ] [ 14 ] |

## Distincții
| Distincție               | Distincție | Categorie              | Clasă | Dată             | Note  |
| Ordinul Meritul Cultural |            | D — Arta Spectacolului | I     | 7 februarie 2004 | [ 7 ] |

### Interviuri
Text 

2012
1. „Tania Popa: «Oamenii vor povești adevărate»”, Monica Andronescu, nr. 117, 2 aprilie 2012, 15160 caractere, yorick

2013
1. „Tania Popa, o rusoaica de nota 10”[nefuncțională – arhivă]
, Ilie Stoian, 29 ianuarie 2013 (2008), 14482 caractere, meat-milk.ro

2014
1. „Tania Popa: «Aș vrea să le dau oamenilor încredere în ei»”, Elena Coman, nr. 203, 11 februarie 2014, 16575 caractere, yorick
2. „Actrița Tania Popa: «Fac totul din instinct»”, Simona Chițan, 14 februarie 2014, 10328 caractere, adevarul.ro
3. Fata dragă din Basarabia. Tania Popa, despre Victor Rebengiuc și un gest care nu se uită, Simona Chițan, 18 februarie 2014, 4042 caractere, adevarul.ro

Simona Chițan și Mihaela Michailov — Victor Rebengiuc, Omul și actorul, Editura Humanitas, 2008, extras
2016
1. „Tania Popa: «Tinerii ar trebui să se uite la actorii trecuți de 60 sau chiar 70 de ani»”, Florina Tecuceanu, 19 ianuarie 2016, 10157 caractere, uniter.ro
2. „Tania Popa: «Acum am înțeles cât de importante sunt lucrurile simple!»”, 20 septembrie 2016, 36139 caractere, evelinepauna.ro, transcriere

2017
1. „Tania Popa: «O femeie de 10 trebuie să fie bucătăreasă în bucătărie, amantă desăvârșită în pat și doamnă în societate.»”, Alina Laura Anghel, 10 ianuarie 2017, 10587 caractere, femeide10.ro

2018
1. „Interviu Tania Popa, câștigătoarea Ferma Vedetelor”, Alexandra Constanda, 18 mai 2018, 3726 caractere, adevarul.ro
2. „Interviu Tania Popa, actriță: «Când am plecat din Basarabia, m-a speriat un singur gând: plecam într-o țară străină, unde se vorbește o limbă străină» Video“, Alexandra Cheroiu, 13 iulie 2018, 30517 caractere, adevarul.ro

youTube
1. „Era o vorba...«Dumnezeu s-a hotărât să-și facă un teatru, mai bine își făcea un partid»“, 12 iulie 2018, 3m25s
2. „Eram foarte bine spălați pe creier de foștii lideri din Uniunea Sovietică“, 13 iulie 2018, 3m53s
3. „Povestea de dragoste ca-n filme a Taniei Popa: «Nici nu știam cum e numele lui de familie»”, 15 iulie 2018, 2m37s

2019
1. „Tania Popa, despre ambiție în meseria de actriță și în viață: «Nu există nu pot, există nu vreau. Un lucru început de mine nu există să nu-l duc la capăt.»”, 4 noiembrie 2019, 13416 caractere, urban.ro

201?
1. „Actrița Tania Popa: «Cred foarte tare în oameni, cred că avem încă o șansă să fim buni»” Arhivat în 27 septembrie 2020, la Wayback Machine., Loreta Popa, 19877 caractere, jurnalspiritual.eu

Audio 

2012
1. „Invitații emisiunii Zebra. Despre Gala Premiilor Uniter, Ediția a XXI-a”, RFI, 10 mai 2012, 24m, uniter.ro

Video 

2016
1. „Tania Popa a fost de 100 de ori Fata din curcubeu. Spectacolul de la TNB, la final” Arhivat în 11 iulie 2016, la Wayback Machine., Florin Ghioca, 18 aprilie 2016, 43m, adevarul.ro

201?
1. „Tania Popa | Romanian Actors by Simion Buia”, Simion Buia, 201?, 5m52s, vimeo

youTube 

2017
1. „Life Couch - Tania Popa”, A List Magazine, 25 martie 2017, 5m24s

2018
1. „Vara asta merg la teatru”, Canal 33, 29 iunie 2018, 47m42s
2. „Tania Popa, întoarcerea acasă după aproape 30 de ani”, Cătălin Măruță, 25 octombrie 2018, 15m06s

2019
1. „Tania Popa, interviu inedit la CulTour”, Happy Channel, 25 ianuarie 2019, 20m06s
2. „Tania Popa în Clubul de Weekend cu Toader Păun”, Europa FM, 25 ianuarie 2019, 47m41s
3. „Cafeneaua culturală - 6 septembrie 2019”, Televiziunea Arad, 11 septembrie 2019, 40m11s

### TV / Cinema
| Tania Popa                                            |    |                                  |    |                |    |             |    |                                |    |                                                        |    |                              |       |
| AaRC Arhivat în 22 ianuarie 2020, la Wayback Machine. | RO | AllMovie                         | US | AlloCiné       | FR | BFI Films   | GB | Cinema                         | DE | CineMagia                                              | RO | CinemaRx[nefuncțională]      | RO    |
| Cinepub                                               | RO | Cineuropa                        | BE | Synchronkartei | GE | ElDoblaje   | ES | Elonet                         | FI | Filmportal                                             | GE | FilmTv                       | IT    |
| Filmweb                                               | PL | FlixList[nefuncțională – arhivă] | US | IMDb           | US | ISzDb       | HU | KINENOTE                       | JP | Kinopoisk                                              | RU | Kvikmyndir                   | IS    |
| Letterboxd                                            | NZ | Longtake                         | IT | Metacritic     | US | MovieGe     | GE | Movieplayer                    | IT | Mtime Arhivat în 22 ianuarie 2020, la Wayback Machine. | CN | MUBI[nefuncțională – arhivă] | GB/US |
| MYmovies                                              | IT | Noovie[nefuncțională]            | US | OMDb           | US | PORT        | HU | Prisma[nefuncțională – arhivă] | DE | RA                                                     | RO | RT                           | US    |
| Scope[nefuncțională]                                  | DK | Sinemalar                        | TR | SFDb           | SE | The Numbers | US | TMDb                           | CA | Unifrance                                              | FR | ČSFD                         | CZ    |